# 635 هـ
635 هـ هي سنة في التقويم الهجري امتدت مقابلةً في التقويم الميلادي بين سنتي 1237 و1238.

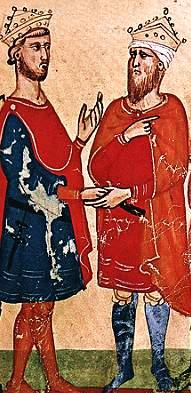
الكامل محمد بن العادل

## وفيات
- أبو نصر الشيرازي
- أسعد الأصفهاني
- كمال الدين الأصفهاني
- محمد بن يوسف بن هود
- الكامل محمد بن العادل